# 山口雅史
山口 雅史（やまぐち まさし、1976年6月17日 - ）は、日本の実況アナウンサー、レポーター
有限会社エヌエムオフィス所属。父はタレントの宮尾すすむ。東京都出身。

## 略歴
日本大学芸術学部映画学科演技コース卒業。卒業後は主にスポーツ番組やプロレスの実況、ワイドショーなどのレポーターに出演。

## 出演

### テレビ番組
- 2003年　日本テレビ「踊る!さんま御殿!!」
- 2004年4月〜9月　テレビ朝日「ブリリアントベンチャーズ」 - レギュラー司会
- 2012年〜2014年　テレビ朝日「ワイドスクランブル」 - レギュラーレポーター
- 2013年　ニッポン放送「垣花正のあなたとハッピー」
- 2014年　ニッポン放送「テリー伊藤のフライデースクープそこまで言うか」
- 2014年〜2015年洋楽専門チャンネル ザ・シネマ「ガチ・アクションスター総選挙」 - ナレーション
- 2016年6月　テレビ東京「TVチャンピオン2」 - レポーター&競技司会

### スポーツ番組
- 1999年〜2000年 CS・スカイパーフェクトTV「WCWマンデーナイトロ」
- 2000年〜2002年 CS・スカイパーフェクトTV「ミュージックパフォーマーズTV」ナレーション
- 2001年〜2010年 JAPANゴルフツアー開幕戦「東建ホームメイトカップ」総合実況
- 2004年〜2006年 CS・サムライTV「新日本プロレス中継」レギュラー実況
- 2007年〜2013年 CS「イノキ・ゲノム・フェデレーション（IGF）」レギュラー実況[旗揚げ戦〜]
- 2010年〜2015年 「天龍プロジェクト」レギュラー実況
- 2011年〜2015年 CS・サムライTV「リアルジャパンプロレス」実況
- 2011年 TBS「炎の体育会TV」
- 2012年 BS11「アントニオ猪木特番SP元気ですか!! ニッポン!」